# 3,3-dimethylbutyraldehyde
3,3-dimethylbutyraldehyde is een organische verbinding die behoort tot de aldehyden. Het is een heldere, lichtgele vloeistof. 

## Synthese
3,3-dimethylbutyraldehyde kan op verscheidene manieren bereid worden, waaronder:
- de oxidatie van 3,3-dimethylbutanol, bijvoorbeeld door middel van de Swern-oxidatie met oxalylchloride, dimethylsulfoxide (DMSO) en tri-ethylamine
- de oxidatie van 1-chloor-3,3-dimethylbutaan met DMSO[1]

## Toepassingen
Het is een belangrijk tussenproduct in de synthese van de kunstmatige zoetstof neotaam: neotaam is het reactieproduct van aspartaam en 3,3-dimethylbutyraldehyde.

## Toxicologie en veiligheid
3,3-dimethylbutyraldehyde is een licht ontvlambare vloeistof. Ze is irriterend voor de ogen, de luchtwegen en de huid.